# Stjenice
Stjenice (cyr. Стјенице) – wieś w Bośni i Hercegowinie, w Republice Serbskiej, w gminie Rogatica. W 2013 roku liczyła 20 mieszkańców.